# Моносилан
Моносилан — бинарное неорганическое соединение
кремния и водорода с формулой SiH4,
бесцветный газ с неприятным запахом,
самовоспламеняется на воздухе,
реагирует с водой,
ядовит.

## Получение
- Реакция тетрахлорида кремния и тетрагидридоалюмината лития в эфире:

{\displaystyle {\mathsf {SiCl_{4}+Li[AlH_{4}]\ {\xrightarrow {0^{o}C}}\ SiH_{4}{\uparrow }+LiCl+AlCl_{3}}}}
- Реакция силицида магния с разбавленными кислотами (лучше — фосфорной):

{\displaystyle {\mathsf {3Mg_{2}Si+4H_{3}PO_{4}\ {\xrightarrow {}}\ 3SiH_{4}{\uparrow }+2Mg_{3}(PO_{4})_{2}}}}
- Реакция тетрахлорида кремния с водородом при 1200—1300 °C:

{\displaystyle {\mathsf {SiCl_{4}+4H_{2}{\xrightarrow {AlCl_{3}}}\ SiH_{4}+4HCl}}}

## Физические свойства
Моносилан представляет собой бесцветный газ с неприятным запахом,
самовоспламеняющийся на воздухе. Не растворяется в этаноле, бензоле и холодной воде.

## Химические свойства
Моносилан весьма реакционноспособный, является сильным восстановителем. 
- Энергично разлагается в горячей воде:

{\displaystyle {\mathsf {SiH_{4}+2H_{2}O\ {\xrightarrow {}}\ SiO_{2}{\downarrow }+4H_{2}{\uparrow }}}}
- Взаимодействует с галогенами со взрывом при комнатной температуре:

{\displaystyle {\mathsf {SiH_{4}+4Cl_{2}\rightarrow SiCl_{4}+4HCl}}}
- Разлагается при температуре 400—1000 °C:

{\displaystyle {\mathsf {SiH_{4}\rightarrow Si+2H_{2}{\uparrow }}}}
- Воспламеняется на воздухе при комнатной температуре:

{\displaystyle {\mathsf {SiH_{4}+2O_{2}\rightarrow SiO_{2}+2H_{2}O}}}
- Реагирует с  концентрированным раствором гидроксида натрия:

{\displaystyle {\mathsf {SiH_{4}+4NaOH\rightarrow Na_{4}SiO_{4}+4H_{2}{\uparrow }}}}
- Окисляется перманганатом калия:

{\displaystyle {\mathsf {3SiH_{4}+8KMnO_{4}\rightarrow 8MnO_{2}{\downarrow }+3SiO_{2}{\downarrow }+8KOH+2H_{2}O}}}